# French Open 2008/Herrendoppel-Rollstuhl
Das Herrendoppel (Rollstuhl) der French Open 2008 war ein Rollstuhltenniswettbewerb in Paris und fand vom 4. bis zum 6. Juni statt.
Titelverteidiger waren Stéphane Houdet und Michaël Jeremiasz, der aber in diesem Jahr nicht antrat.

## Setzliste
| Nr. | Paarung                         | Erreichte Runde |
| --- | ------------------------------- | --------------- |
| 01. | Robin Ammerlaan Ronald Vink     | Finale          |
| 02. | Shingo Kunieda Maikel Scheffers | Sieg            |

## Ergebnisse
Zeichenerklärung
- Q = Qualifikant
- WC = Wildcard
- LL = Lucky Loser
- ITF = qualifiziert über ITF-Ranking
- ALT = alternate (Ersatz)
- PR = Protected Ranking
- SE = Special Exempt
- r = retired (Aufgabe)
- d = Disqualifikation
- w.o. = walkover
- [ ] = Match-Tie-Break

|  | Halbfinale | Halbfinale                      | Halbfinale | Halbfinale | Halbfinale |  |  | Finale | Finale                          | Finale | Finale | Finale |
|  |            |                                 |            |            |            |  |  |        |                                 |        |        |        |
|  |            |                                 |            |            |            |  |  |        |                                 |        |        |        |
|  | 1          | Robin Ammerlaan Ronald Vink     | 6          | 1          | [10]       |  |  |        |                                 |        |        |        |
|  |            | Stéphane Houdet Nicolas Peifer  | 1          | 6          | [6]        |  |  |        |                                 |        |        |        |
|  |            |                                 |            |            |            |  |  | 1      | Robin Ammerlaan Ronald Vink     | 2      | 5      |        |
|  |            |                                 |            |            |            |  |  | 2      | Shingo Kunieda Maikel Scheffers | 6      | 7      |        |
|  |            | Martin Legner Stefan Olsson     | 1          | 2          |            |  |  |        |                                 |        |        |        |
|  | 2          | Shingo Kunieda Maikel Scheffers | 6          | 6          |            |  |  |        |                                 |        |        |        |
|  |            |                                 |            |            |            |  |  |        |                                 |        |        |        |